# La España salvaje
La España salvaje es una serie televisión, emitida por Televisión Española, de 10 episodios. Estos episodios son documentales sobre naturaleza. Se estrenó en 1996.
Los 10 documentales tienen 30 minutos de duración. Hay dos documentales sobre cada estación del año, siendo el primero la introducción y el último sobre la realización del rodaje. La serie fue idea de Borja Cardelús, que fue el director y guionista, y que fue Secretario de Estado de Medio Ambiente. Lograron apoyo financiero de la Fundación Entorno y la idea se le presentó al entonces Príncipe de Asturias Felipe de Borbón, que dijo que aceptaba hacerla con dos condiciones:  no dar una imagen "oficial" sino implicarse realmente en la realización de los documentales y que la serie sirviera para remover conciencias sobre la necesidad de proteger el medio ambiente.
En el documental el príncipe no se limita a hablar de naturaleza, sino que aparece junto a miembros de la vida rural y realizando tareas cotidianas como el vareo de las aceitunas, preparando un guiso o haciendo bocadillos. Algunos campesinos con los que habla comentan en el documental sus inquietudes sobre el medio ambiente.
Entre otros animales el documental muestra lobos, águilas, búhos, avutardas, abejarucos, ánsares, calamones, buitres y alimoches.